# Monte Pascoal
Il monte Pascoal è una piccola collina (586 metri sul livello del mare) localizzata nello stato brasiliano di Bahia, circa 62 km a sud della città costiera di Porto Seguro.

## Storia
Secondo i documenti storici, il Monte Pascoal sarebbe stato il primo territorio brasiliano avvistato da Pedro Álvares Cabral e dal suo equipaggio il 22 aprile del 1500, data della scoperta del Brasile. Il nome del rilievo deriva dal fatto che lo sbarco di Cabral avvenne in occasione della Pasqua dell'anno 1500.
Il 29 novembre 1961 è stato istituito ufficialmente il Parque Nacional do Monte Pascoal (Parco nazionale del monte Pascoal), un'area di 22.500 ettari di superficie e 110 km perimetro, localizzato interamente nel comune di Porto Seguro. Il territorio del parco costituisce una riserva degli indigeni Pataxó